# Ulrich von Montpreis
Ulrich von Montpreis († 10. November 1330) war von 1322 bis 1330 Bischof von Chiemsee.

## Leben
Ulrich entstammte durch seinen Vater der Familie der Herren von Schärfenberg (heute: Svibno) in Krain, die Ministeriale der Grafen von Görz waren. Da seine Mutter, deren Vorfahren Salzburger Ministeriale waren, eine geborene Montpreis war, mit der die Herrschaft Montpreis (ehemals Untersteiermark, heute Planina in Slowenien) an die Herren von Schärfenberg gelangte, benutzte Ulrich das mütterliche Prädikat von Montpreis. Seit 1304 war er Domherr von Salzburg, 1318 bekleidete er bei der Einsammlung des päpstlichen Zehnts das Amt des Prokurators.
Nach dem Tod des Chiemseer Bischofs Adalbert von Fohnsdorf ernannte der Salzburger Erzbischof Friedrich III. von Leibnitz Ulrich von Montpreis zu dessen Nachfolger. Wie seine Vorgänger war er auch Weihbischof in Salzburg und bekleidete zudem das Amt des Salzburger Generalvikars. Nach der Schlacht bei Mühldorf wurden ihm vom Erzbischof außergewöhnliche Aufgaben zur Behebung der entstandenen Schäden übertragen. Die durch die kriegerischen Auseinandersetzungen profanierten Kirchen von Anger, Höglwörth, Mauthausen, Piding und Aufham, die im Rupertiwinkel lagen, mussten rekonziliiert und deren Kirchweihtag neu festgelegt werden. Zur Beseitigung der durch die Schlacht entstandenen Schäden und die damit verursachte Überschuldung genehmigte Ulrich die Erhebung einer Sondersteuer, die von seinen Chiemseer Untertanen aufzubringen war.
Ulrich von Montpres starb am 10. November 1330. Sein Todes- und Bestattungsort sind nicht überliefert.